# 紀元前439年
紀元前439年（きげんぜん439ねん）は、ローマ暦の年である。
当時は、「ラナトゥスとバルバトゥスが共和政ローマ執政官に就任した年」として知られていた（もしくは、それほど使われてはいないが、ローマ建国紀元315年）。紀年法として西暦（キリスト紀元）がヨーロッパで広く普及した中世時代初期以降、この年は紀元前439年と表記されるのが一般的となった。

## 他の紀年法
- 干支 : 壬寅
- 日本
  - 皇紀222年
  - 孝昭天皇37年
- 中国
  - 周 - 考王2年
  - 秦 - 躁公4年
  - 晋 - 哀公13年
  - 楚 - 恵王50年
  - 斉 - 宣公17年
  - 燕 - 成公16年
  - 趙 - 襄子37年
  - 魏 - 文侯7年
- 朝鮮
  - 檀紀1895年
- ベトナム :
- 仏滅紀元 : 106年
- ユダヤ暦 : 3322年 - 3323年

## できごと

### ギリシア
- アケメネス朝ペルシア帝国の支援を受けたサモスを陥落させるため、アテナイの軍勢は9か月の攻城戦を要したが、遂にはサモスを降伏させた。サモスはアテナイに服属する都市となった。

### 共和政ローマ
- 裕福なプレブス（平民）であったスプリウス・マエリウス (Spurius Maelius) が、王位を得ようとして、民衆の支持を集めようとした。厳しい飢饉が生じた際に、彼は穀物を大量に調達し、市民に安く供給したが、これはローマ史上先例がないことであった。この行為に対し、食管長 (Praefectus annonae) であったパトリキ（貴族）のルキウス・ミヌキウス (Lucius Minucius) は、マエリウスが王位を狙っていると糾弾した。
- マエリウスは、平民の反乱を鎮めるために再び独裁官となっていたキンキナトゥスに召喚されたが、出頭を拒んだ。程なくしてガイウス・セルウイルス・アハラ (Gaius Servilius Ahala) によってマエリウスは殺され、屋敷は焼き払われた。